# 외교문서 운반자
《외교문서 운반자》(Diplomatic Courier)는 미국에서 제작된 헨리 해서웨이 감독의 1952년 첩보, 누아르 영화이다. 타이론 파워 등이 주연으로 출연하였고 케이시 로빈슨 등이 제작에 참여하였다.

## 줄거리
마이크는 미국 국무부의 지시로 친구 샘에게서 극비 문서를 전달 받기 위해 잘츠부르크로 가지만 접선 장소에서 샘이 살해 당한다. 마이크는 샘을 죽인 범인들을 찾아 트리에스테로 이동하고, 마이크로필름을 회수하는 과정에서 러시아 첩보원으로 의심되는 여성들의 접근을 받는다.

## 출연

### 주연
- 타이론 파워 - 마이크 켈스 역
- 퍼트리샤 닐 - 조앤 로스 역
- 스티븐 맥낼리 - 마크 케이글, 미국 육군 대령 역

### 조연
- 힐데가르트 크네프 - 저닌 베키, 가수 역
- 칼 몰든 - 어니, 미국 육군 병장 역
- 제임스 밀리컨 - 샘 F. 커루, 친구 역
- 헐린 스탠리 - 비행기 승무원 역
- E. G. 마셜
- 마이클 안사라
- 리 마빈
- 찰스 브론슨 - 러시아 요원 역